# Sit chudy
Sit chudy (Juncus tenuis) – gatunek rośliny wieloletniej z rodziny sitowatych. Roślina zawleczona do Europy środkowej i północnej z Ameryki Północnej. W Polsce gatunek obecnie pospolity, rozprzestrzenił się w ciągu drugiej połowy XX wieku.

## Rozmieszczenie geograficzne
Naturalny zasięg występowania obejmuje rozległe obszary obu Ameryk od północnych terytoriów Kanady, poprzez Amerykę Środkową po Peru, Boliwię i Argentynę na południu. Został introdukowany i rozprzestrzenił się niemal w całej Europie, w rejonie Kaukazu i Azji Mniejszej, w Afryce południowej i na Madagaskarze, w Azji wschodniej, na Hawajach, w Australii i Nowej Zelandii.

## Morfologia

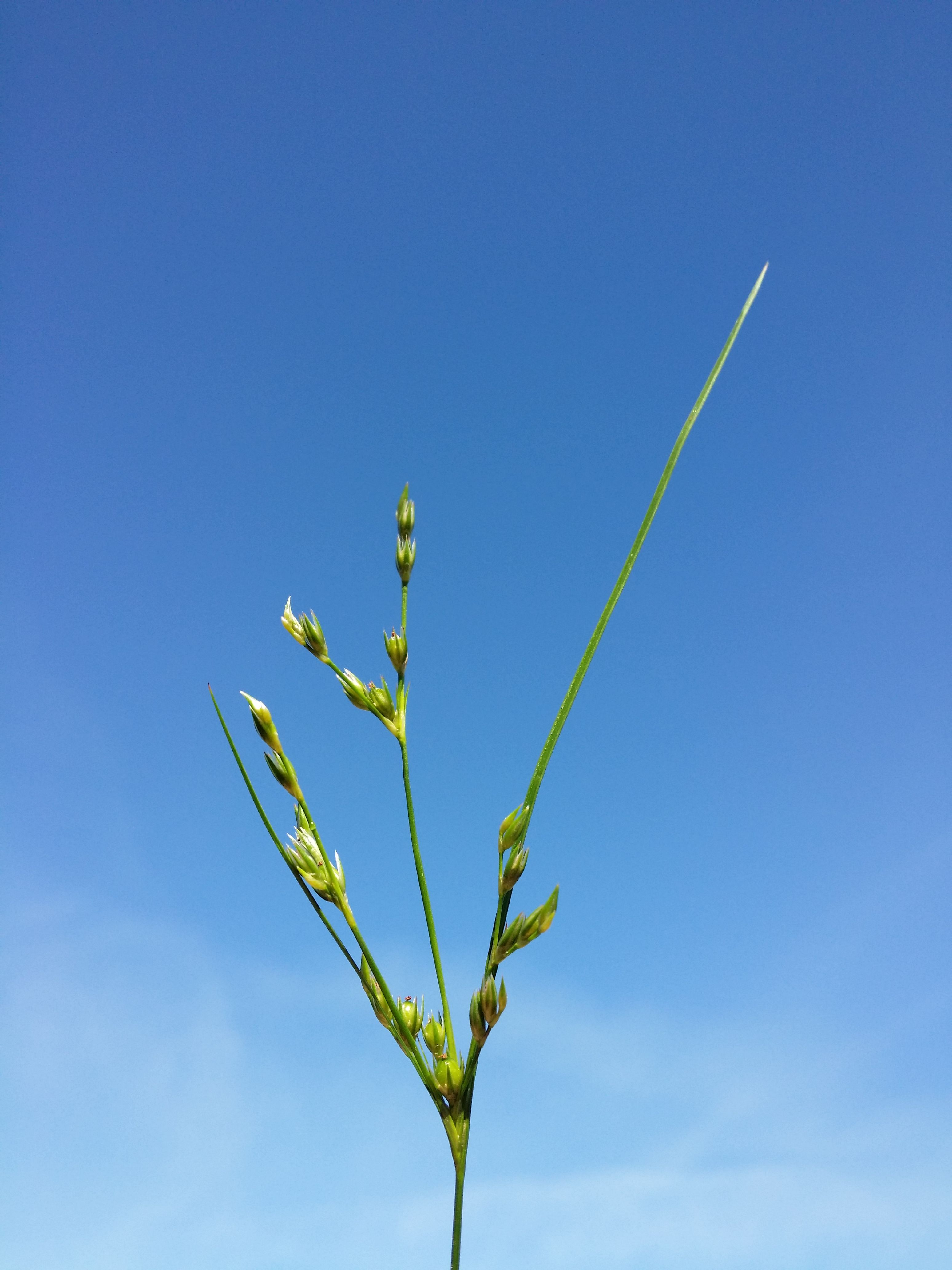
Kwiatostan

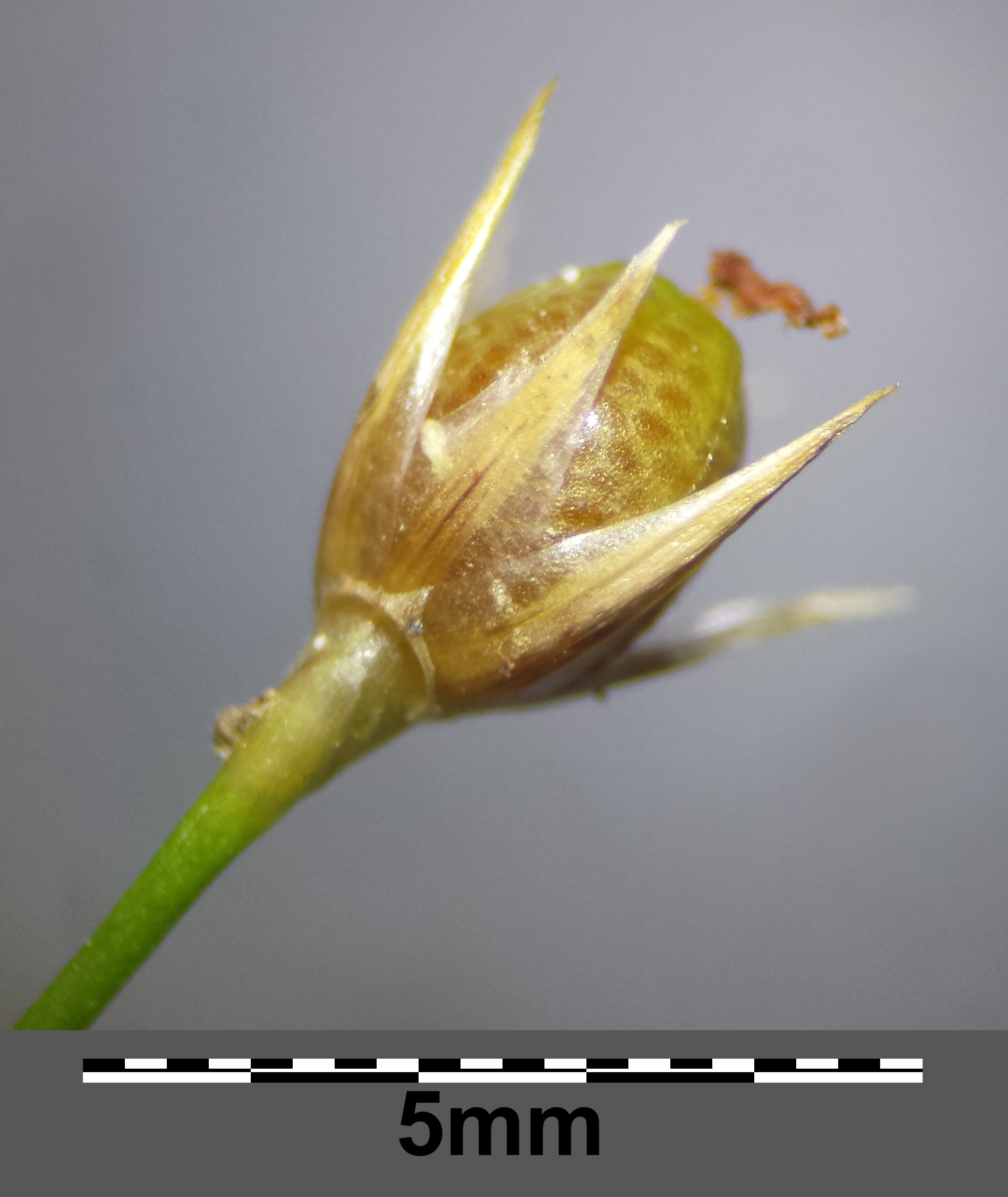
Okwiat i owoc

PokrójTworzy niewielkie kępy.
ŁodygiMiękkie, od 10 do 40 cm długości.
LiściePłaskie, do 1,5 mm szerokości.
KwiatostanKwiaty nie skupione w główki lecz pojedynczo stojące zebrane są w szczytowy kwiatostan, u podstawy którego wyrasta przysadka, znacznie dłuższa od samego kwiatostanu.
KwiatDrobny, do 4 mm długości. Listki okwiatu zielonkawo-żółte, wąskie, lancetowate. Kwitnie od czerwca do września.
OwocTorebka odwrotnie jajowata, z małym dzióbkiem na czubku.

## Biologia i ekologia
Rośnie w miejscach podmokłych, na glebach słabo przewietrzanych, zbitych. Często na przydrożach i w koleinach dróg leśnych lub łąkowych, na trawiastych plażach.